# Orophotus chrysogaster
Orophotus chrysogaster là một loài ruồi trong họ Asilidae. Orophotus chrysogaster được Becker miêu tả năm 1925. Loài này phân bố ở miền Ấn Độ - Mã Lai.